# Thecophora ruwenzoria
Thecophora ruwenzoria är en tvåvingeart som beskrevs av Camras 1962. Thecophora ruwenzoria ingår i släktet Thecophora och familjen stekelflugor.
Artens utbredningsområde är Kongo. Inga underarter finns listade i Catalogue of Life.